# Eberhard Cyran
Eberhard Cyran (* 1. Februar 1914 in Breslau; † 15. September 1998) war ein deutscher Schriftsteller.

## Leben
Eberhard Cyran, Sohn von Erna Cyran, geborene Troost, und des promovierten Georg Cyran, absolvierte ein Gymnasium in Breslau; anschließend besuchte er ebendort die Kunstgewerbeschule. Später wechselte er zur Kunstakademie in Berlin und schließlich zur Deutschen Filmakademie Babelsberg (UFA). Er war als Graphiker, Schnittmeister (Cutter) und Regieassistent tätig. Ab 1948 war Cyran freier Schriftsteller, und ab 1961 wirkte er als Redakteur bei der Fernsehsparte des Senders Freies Berlin (SFB). Er lebte zuletzt in Heidelberg.
Eberhard Cyran war Verfasser von Romanen und Erzählungen – häufig für ein jugendliches Lesepublikum und zum Teil auch in französischer Sprache erschienen – von historischen Sachbüchern, von Drehbüchern (Fernsehspiele) und Hörspielen. Er wirkte als TV-Berater afrikanischer und asiatischer Länder, Dozent und war Zweiter Vorsitzender der Goethe-Gesellschaft in Heidelberg. Cyran erhielt zweimal den Deutschen Jugendbuchpreis, 1966 einen Adolf-Grimme-Preis, 1970 den Hermann-Sudermann-Preis sowie 1981 den Eichendorff-Literaturpreis.

## Werke
- Der Knabe mit der Flöte. Roman, Wien 1948
- Du trägst das Zeichen. Roman, Wien [u. a.] 1950
- Die Horde Harro. Jugendbuch, Wien 1950; 2. Auflage 1952.
- Kari will zur Kamera, Wien 1950
- Harro und die Helden von Wilhelminental, Stuttgart 1953
- Auch der Dieb greift nach Gott. Roman, Gütersloh 1954
- Das Grab ist leer, Gütersloh 1954
- Horde Harro – Achtung Aufnahme!, Stuttgart 1954
- Jenseits der Nacht, Gütersloh 1954
- Marco und der Herr der Welt, Jugendbuch, Kempen, Niederrhein 1957
- Wolken über weißen Segeln. Jugendbuch, Berlin 1957
- Sanssouci, Traum aus dem Sand, Berlin 1958
- Die Insel. Jugendbuch, Kempen/Niederrh. 1960
- Tor zum Tag. Novellen, Kempen/Niederrh. 1961
- Das Schloß an der Spree, Berlin 1962
- Theo und die Filmstadt, Stuttgart 1963
- Die tödliche Krone. Erzählungen, Wien [u. a.] 1969
- Preußisches Rokoko, Berlin 1979
- Der König. Roman, Heilbronn 1981
- Die Lebensgeschichte des Freiherrn von der Trenck, 1983
- Zeit läßt steigen dich und stürzen. Roman der letzten Staufer, Heilbronn 1985
- Begegnung in Bari, Heilbronn 1986
- Bachstelzenburg, Heilbronn 1987
- Die Borgia, Heilbronn 1988
- Lucrezia Borgia, Heilbronn 1990
- Abend über der Alhambra, Heilbronn 1991
- Taj Mahal, Heilbronn 1993
- Maskerade der Macht, Heilbronn 1995

als Herausgeber:
- Friedrich von der Trenck: Memoiren und Kommentar, Berlin 1966